# Rodina Cinema
O cinema Rodina (em russo:  Кинотеатр Родина) é um edifício histórico de cinema localizado na rua Lenina, a principal de Ufá, Bascortostão, Rússia. O edifício foi concluído e inaugurado em 1953 e, em 2018, ainda era usado como cinema.

## História
Em março de 1938, a cidade de Ufa aceitou um plano geral inicial de desenvolvimento que estipulava a construção de um cinema de duas salas para 600 pessoas no centro histórico da cidade, no cruzamento das ruas Lenina e Chernyshevsky. No ano seguinte, o Conselho de Comissários Populares aprovou a construção do cinema, e foram realizados estudos de engenharia e geologia. Pouco depois, no entanto, o governo emitiu um decreto para a construção de um novo cinema no distrito industrial do norte de Ufa e, depois da intervenção da Segunda Guerra Mundial, os planos de construção do cinema foram cancelados.
Em 1944, o projeto central de cinema da cidade foi retomado. Havia mais maquinações conceituais e de design. Por fim, o arquiteto Semyon Yakshin projetou um novo projeto: um cinema de duas salas para 700 pessoas. Embora o design tenha sido baseado no projeto de cinema Udarnik de Yakshin em Stalingrado (hoje Volgogrado), foi modificado pela transformação da fachada principal em um pórtico coríntia de oito colunas, modelada a partir de outro cinema em Stalingrado. O design híbrido foi rapidamente aprovado e, no verão de 1949, o plano de construção foi concluído.
No dia da abertura, milhares de moradores de Ufá visitaram o novo cinema e assistiram ao filme "Незабываемый 1919-й год" / deus Nezabyvaemyy 1919 (O ano inesquecível de 1919). Os principais auditórios do novo cinema, cada um com 350 assentos, foram chamados "Red" e "Blue", respectivamente, e a pequena sala de documentários recebeu o nome "Green".
Inicialmente, a entrada estava equipada com um palco em que concertos de jazz ou clássicos eram tocados antes da sessão de cinema.
Desde 1996, é um centro de cinema russo. Em 2003, foi realizado um programa festivo para comemorar seu 50º aniversário.
O proprietário do cinema, a Empresa Unitária Estadual "Cinema Rodina RB", foi fundada em 1992. Em 13 de março de 2018, o chefe da República do Bascortostão, Rustem Khamitov, emitiu um decreto que adiciona a Empresa Unitária à lista de empresas estratégicas da República.